# Steven Levy
Steven Levy – amerykański dziennikarz magazynu Wired, autor kilku książek  m.in. o technologii, kryptografii, internecie, prywatności czy społeczności hakerów.